# Животков Олег Олександрович
Олег Олександрович Животков (нар.. 6 січня 1933, Київ, Українська РСР) — український графік і живописець, член Національної спілки художників України (з 1970).

## Життєпис
Олег Животков народився 1933 року в Києві. Дитинство пройшло в селі Березань Київської області. З 1944 по 1951 роки навчався у Київській художній школі імені Т. Г. Шевченка, яку закінчив із золотою медаллю. Вчителі — Елеонора Яблонська, Лариса Григор'єва, Галина Зоря і Геннадій Титов. У 1951 році вступив до Київського державного художнього інституту. Навчався до 1957 року у викладачів Геннадія Титова, Михайла Хмелька та в майстерні станкового живопису у професора Сергія Григор'єва.
З 1976 і до 2017 року викладав малюнок, живопис та композиції у Державній художній середній школі імені Т. Г. Шевченка в Києві.

## Творчість
Працював у галузях станкової та книжкової графіки, живопису. Основний жанр — пейзаж. Роботи позначені впливом імпресіонізму, вирізняються гармонією колористичних сполучень. В його ліричних пейзажах домінантною завжди була композиційна вибудуваність і колористична цілісність.
Брав участь у Всесоюзних конкурсах кращих видавництв і виставках дитячої книги України в Москві.

### Виставки
Учасник регіональних та зарубіжних мистецьких виставок з 1953 року.
- 1953 — «Виставка української радянської графіки», м. Астрахань (Російська РСФСР. Перша виставка художника;
- 1961—1990 — Республіканські виставки живопису, м. Київ;
- 1992 — «Мистецтво вільної України», Центральний будинок художників Спілки художників України, Київ;
- 1992, листопад — «Мистецтво вільної України», Лондон (Велика Британія);
- 1996 — Животков Олег, Животков Сергій, Животков Олександр. Київський музей російського мистецтва.
- 2001 — Всеукраїнське триєнале «Живопис — 2001», І премія за роботу «Бурхливий день»;
- 2001 — «Виставка робіт сім'ї Животкових», Центральний будинок художників Спілки художників України, Київ;
- 2003 — "Виставка живопису. 13 місячних пейзажів ". Національний художній музей, Київ;.
- 2008 — фестиваль «Арт-Київ», проект галереї «Боттега» «Причетні», Український Дім, Київ;
- 2008 — Персональна виставка. Галерея «Боттега», Київ;
- 2008 — «Палітра поколінь». Олегу Животкову — 75! Київський музей російського мистецтва, Київ;
- 2011 — Персональна виставка. Галерея «Триптих Арт», Київ;
- 2013 — Персональна виставка. Галерея «Триптих Арт», Київ;
- 2015 — Персональна виставка. «Нове і дуже старе». Галерея «Триптих Арт», Київ[1][6].

### Мистецькі твори
- графіка — пастелі «Осінь. Голосіївський ліс» (1959), «Старе дерево» (1973);
- акварелі «Річка Козинка» (1960), «Травень. Вечоріє» (1973);
- ілюстрації до дитячого альманаху «Дванадцять місяців» (1964—1968; 1975), книга «Сніжна зіронька горить» Платона Воронька (Київ, 1965);
- живопис — «Хата дяка в селі Шевченкове» (1961), «Зимове вікно» (1987), «Дніпровський реквієм» (1993), «Багряний вечір» (1994), «Пізня осінь. Вечір» (1995), «Вечірня зоря» (1996), «Темний світанок» (1997), «Сутінки. Після дощу» (1998), «Сонце сідає» (1999), «Перший сніг. Сутінки» (2000), «Травневий ранок» (2003), «Зимовий вечір у парку» (2005), «Місячне затемнення» (2008).

## Нагороди
- 1963 — диплом ІІ ступеня імені Івана Федорова на Всесоюзному конкурсі, присвяченому 400-річчю книгодрукування в Росії.
- 2001 — Всеукраїнське триєнале «Живопис — 2001»,
- 2001 — І премія за роботу «Бурхливий день»;
- 2003 — Художник року. Премія імені Сергія Шишка.

## Родина
Батько художників Сергія та Олександра Животкових.